# Rovnotettix brachypterus
Rovnotettix brachypterus — викопний вид цикадок з підродини Bathysmatophorinae, що існував в еоцені в Європі. Описаний у 2020 році з інклюзії рівненського бурштину. Це перша цикадка, до описана з рівненського бурштину, і друга відома викопна короткокрила форма цикадок (перша — Brevaphrodella з балтійського бурштину). Вид не пов'язаний тісно з Brevaphrodella, що вказує на те, що численні нелітаючі лінії цикадок, які зараз в основному пов'язані із сухими місцями проживання з нерівномірною рослинністю, еволюціонували в Європі під час еоцену.